# Arthur Tansley

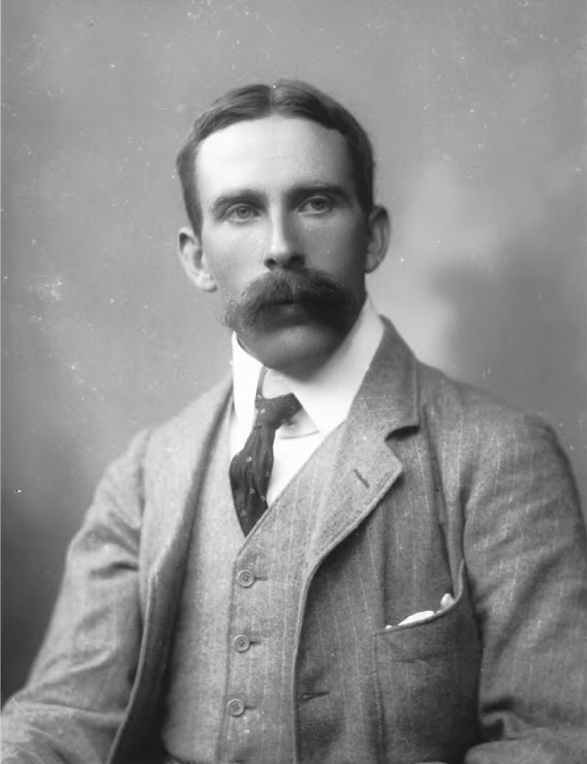
Arthur Tansley under 1890-talet.

Arthur George Tansley, född den 15 augusti 1871 i London, död den 25 november 1955 i Grantchester, var en engelsk botanist. Auktorsnamnet Tansley kan användas för Arthur Tansley i samband med ett vetenskapligt namn inom botaniken; se Wikipediaartiklar som länkar till auktorsnamnet.
Tansley var biträdande professor i botanik vid universitetet i London 1895–1906, sedan föreläsare vid universitetet i Cambridge till 1927, då han blev sherardiansk professor vid universitetet i Oxford, vilket han förblev till sin emeritering 1937. Han blev Fellow of the Royal Society 1915 samt tilldelades Linnean Medal 1941 och knightvärdighet 1950. Tansley var en ivrig representant för den ekologiska växtgeografin. Han skrev Types of British Vegetation (1911) och The New Psychology and its Relation to Life (1920, många upplagor; svensk översättning av Frey Svensson, 1924). Tansley utgav 1902–1931 tidskriften "The New Phytologist".